# Mongolestes
Mongolestes es un género extinto de mamíferos mesoniquios. Sus fósiles fueron descubiertos en la formación Ulan Gochu en Mongolia; probablemente se originó en Asia. Mongolestes desapareció por completo durante el Oligoceno Inferior siendo el último mesoniquio del cual se tiene registro.

## Especies
- Género  Mongolestes 
  - Mongolestes hadrodens
  - Mongolestes huangheensis